# 日住サービス
株式会社日住サービス（にちじゅうサービス）は、神戸市中央区に本社を置く不動産会社。

## 沿革
- 1976年1月 - 株式会社日本住宅流通サービス設立。
- 1981年8月 - 本社を兵庫県神戸市加納町から大阪市北区梅田に移転。
- 1984年3月 - 現社名に変更。
- 1989年11月 - 大阪証券取引所新2部上場。
- 1996年1月 - 大阪証券取引所2部指定替え。
- 2013年7月 - 大阪証券取引所と東京証券取引所の現物株市場統合に伴い、東京証券取引所2部に上場。
- 2021年11月 - 本社を兵庫県神戸市三宮町に移転。
- 2023年12月 - マネジメント・バイアウトの一環として、 株式会社K.I.Tが株式公開買付けにより議決権所有割合ベースで63.06%の株式を取得[2]。
- 2024年
  - 3月7日 - 東京証券取引所スタンダード市場上場廃止。
  - 3月11日 - 株式併合により、株主がK.I.Tと日住カルチャーセンターのみとなる[1]。